# The line
La línea es el sexto episodio de la segunda temporada de la serie estadounidense de Drama y Ciencia ficción, Héroes.

## Argumento
Noah Bennet, dispuesto a evitar a toda costa su muerte, se dirige a Ucrania con el haitiano, donde tortura a su antiguo entrenador, borrándole cada recuerdo valioso que posee. Sin embargo, Ivan se niega a decirle la ubicación y el señor Bennet le dice al haitiano que prosiga con sus habilidades, hasta que se percata de que Ivan alguna vez tuvo una hija. Bennet le ordena al haitiano que le borre a Ivan dicho recuerdo y este, todo histérico, le dice la ubicación de semejantes pinturas. El señor Bennet le dice a Ivan que se asegurara de que la compañía lo ubicara y prosigue matando a Ivan y se marcha con el Haitiano en donde las pinturas se encuentran.
Hiro, Yaeko y Kensei continúan su viaje con tal de salvar al forjador, intentando rescatarlo. Cuando por fin lo consiguen el forjador les dice que el ayudó a Barba Blanca fabricando armas nuevas. Hiro y Kensei entran en un acuerdo de que deben destruir las armas antes de que sea tarde. El grupo escapa, pero en el progreso Hiro transporta a Yaeko a otro lugar queriendo protegerla, haciendo que esta se entere de su habilidad y descubra que él fue quien la salvo en la batalla contra los bandidos. Tras la conversación ellos se besan, sin embargo Takezo los estaba observando, y cuando Hiro lo alcanza este le dice que está molesto con él, porque lo "traicionó". Hiro se disculpa, pero Takezo lo golpea y se revela que Kensei ayudó a Barba Blanca capturando a Hiro, Yaeko y al forjador.
Claire intenta tapar la mentira de ser porrista, convirtiéndose en una, pero Debbie su mayor enemiga, no la acepta en el grupo y West la convence de que le jueguen a Debbie una broma usando sus poderes. Claire, viendo que Debbie se lo merece, acepta. Más tarde, durante la noche esta se presenta ante Debbie pidiéndole una segunda oportunidad,pero Debbie se niega y West aparece detrás de Claire, "matándola", y a continuación empieza a perseguir a Debbie. Después de esos actos Debbie queda humillada por completo.
Mohinder Suresh, quien examina a Monica Dawson, le revela el nombre de su habilidad y que la ayudaran, pero Bob le ordena que le inyecten a Monica el virus Shanti. Obviamente Mohinder se niega y procede a llevarse a Molly. Bob le pide disculpas y le menciona que conoce a alguien que lo ayudara a él y a Mohinder ,de que no tengan más problemas revelándose que se trata de Niki Sanders.
Los hermanos Herrera y Sylar llegan a la frontera, pero en el progreso se enfrentan a una policía fronteriza y Sylar, viendo que no hay de otra, hace que Maya active su poder y mata a todos a su alrededor, para que Alejandro después reviva a Sylar. Sin embargo, este se pone muy difícil y le advierte a Maya de que si vuelve a liberar sus poderes dejara morir a Sylar, lo que ocasiona que Sylar le diga que cuando recupere sus habilidades lo matara a él y su hermana.